# Wyatt Oleff

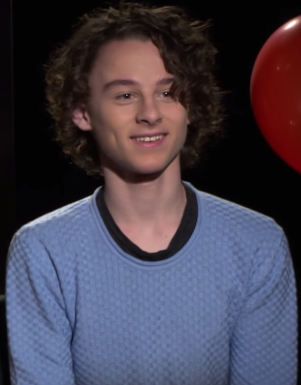
Wyatt Oleff (2018)

Wyatt Jess Oleff (* 13. Juli 2003 in Chicago, Illinois) ist ein US-amerikanischer Schauspieler.

## Leben
Wyatt Oleff wurde als jüngerer von zwei Söhnen in Chicago geboren, wo er die ersten Jahre seiner Kindheit verbrachte. Als er sieben Jahre alt war, zog die Familie nach Los Angeles. Eines seiner ersten Engagements hatte Oleff in einem Werbespot des Immobilienmakler-Unternehmens Coldwell Banker.
Wyatt Oleff ist seit 2012 als Schauspieler aktiv und übernahm zunächst Gastrollen in Serien wie Animal Practice, Once Upon a Time – Es war einmal …, Suburgatory und Scorpion. Einem größeren Publikum wurde er 2014 in der Rolle des jungen Peter Quill, gespielt von Chris Pratt, aus dem Marvel-Film Guardians of the Galaxy bekannt. Diese Rolle spielte er auch in der 2017 erschienenen Fortsetzung.
2017 übernahm er die Rolle des Stanley Uris in Es, einer Verfilmung von Stephen Kings gleichnamigen Roman. 2020 übernahm er als Stanley Barber eine der Hauptrollen der Netflix-Serie I Am Not Okay With This. Der Film Stay Awake von Jamie Sisley, in dem Oleff in einer Hauptrolle zu sehen ist, soll im Februar 2022 bei den Internationalen Filmfestspielen in Berlin seine Premiere feiern.

## Filmografie (Auswahl)
- 2012: Animal Practice (Fernsehserie, Episode 1x05)
- 2013: Suburgatory (Fernsehserie, Episode 2x14)
- 2013: Shake It Up – Tanzen ist alles (Shae it Up!, Fernsehserie, Episode 3x25)
- 2013: Once Upon a Time – Es war einmal … (Once Upon a Time, Fernsehserie, Episode 3x08)
- 2014: Verrückt nach Barry (Someone Marry Barry)
- 2014: Guardians of the Galaxy
- 2014: Scorpion (Fernsehserie, Episode 1x12)
- 2015: The History of Us (Fernsehfilm)
- 2017: Guardians of the Galaxy Vol. 2
- 2017: Es (It)
- 2019: Es Kapitel 2 (It Chapter Two)
- 2020: I Am Not Okay With This (Fernsehserie, 7 Episoden)
- 2020: Day by Day (Fernsehserie, Episode 1x05)
- 2022: Stay Awake
- 2022: The Year Between
- 2023: Fire in the Sky (City on Fire, Fernsehserie, 8 Episoden)
- 2025: Karate Kid: Legends